# Хершберг
Хершберг (њем. Herschberg) општина је у њемачкој савезној држави Рајна-Палатинат. Једно је од 84 општинска средишта округа Југозападни Палатинат. Према процјени из 2010. у општини је живјело 893 становника. Посједује регионалну шифру (AGS) 7340017.

## Географски и демографски подаци
Хершберг се налази у савезној држави Рајна-Палатинат у округу Југозападни Палатинат. Општина се налази на надморској висини од 367 метара. Површина општине износи 11,6 km². У самом мјесту је, према процјени из 2010. године, живјело 893 становника. Просјечна густина становништва износи 77 становника/km².